# Список глав правительства Габона
Список глав правительства Габона включает лиц, занимавших этот пост в Габоне. В списке принято выделение двух периодов существования отдельного поста руководителя правительства в стране. Он был установлен 21 мая 1957 года во Французском Габоне (территории в составе колониальной Французской Экваториальной Африки), незадолго до провозглашения независимости Габона, состоявшегося 17 августа 1960 года. Промульгированная 19 декабря 2024 года, принятая на состоявшемся 16 ноября референдуме новая конституция страны, установила, что президент Габонской Республики напрямую возглавляет её правительство. После проведения президентских выборов и принесения избранным Брисом Олиги Нгемой президентской присяги пост премьер-министра 4 мая 2025 года был упразднён.
Применённая в первом столбце таблиц нумерация является условной. Также условным является использование в первых столбцах цветовой заливки, служащей для упрощения восприятия принадлежности лиц к различным политическим силам без необходимости обращения к столбцу, отражающему партийную принадлежность. Также отражён различный характер полномочий главы правительства и наименования его поста. В столбце «Выборы» отражены состоявшиеся выборные процедуры или иные основания, по которым лицо стало главой правительства. Наряду с партийной принадлежностью, в столбце «Партия» также отражён внепартийный (независимый) статус персоналий.

## Первый период (1957—1961)
Впервые правительство Габона было сформировано после проведения 31 марта 1957 года выборов в Территориальную ассамблею Габона — заморской территории Франции. Формально его возглавил глава колониальной администрации, вице-президентом правительственного совета стал лидер Габонского демократического блока Габриэль Леон Мба (26 июля 1958 года получивший полномочия президента совета). После создания 28 ноября 1958 года входящей во Французское сообщество Автономной Габонской Республики (фр. République autonome gabonaise) правительственный совет был преобразован во временное правительство, глава которого 27 февраля 1959 года получил наименование премьер-министр Габона (фр. Premier ministre du Gabon). После провозглашения 17 августа 1960 года независимости страны премьер-министр стал временным главой Габонской Республики, а после проведения выборов 1961 года и вступления 21 февраля 1961 года в должность её президента (непосредственно возглавившего правительство), отдельная должность премьер-министра была упразднена.
|         | Портрет         | Имя (годы жизни)                                    | Полномочия      | Полномочия                                                                   | Партия                         | Выборы                                                          | Должность                                                                              | Пр.         |
| Начало  | Портрет         | Имя (годы жизни)                                    | Окончание       |                                                                              | Партия                         | Выборы                                                          | Должность                                                                              | Пр.         |
| ------- | --------------- | --------------------------------------------------- | --------------- | ---------------------------------------------------------------------------- | ------------------------------ | --------------------------------------------------------------- | -------------------------------------------------------------------------------------- | ----------- |
| 1 (I—V) |                 | Габриэль Леон Мба (1902—1967) фр. Gabriel Léon M'ba | 21 мая 1957     | 26 июля 1958                                                                 | Габонский демократический блок | 1957                                                            | вице-президент правительственного совета фр. Vice-président du conseil de gouvernement | [ 7 ] [ 8 ] |
| 1 (I—V) | 26 июля 1958    | Габриэль Леон Мба (1902—1967) фр. Gabriel Léon M'ba | 28 ноября 1958  | президент правительственного совета фр. Président du conseil de gouvernement | Габонский демократический блок | 1957                                                            |                                                                                        | [ 7 ] [ 8 ] |
| 1 (I—V) | 28 ноября 1958  | Габриэль Леон Мба (1902—1967) фр. Gabriel Léon M'ba | 27 февраля 1959 | глава временного правительства фр. Chef du gouvernement provisoire           | Габонский демократический блок | 1957                                                            |                                                                                        | [ 7 ] [ 8 ] |
| 1 (I—V) | 27 февраля 1959 | Габриэль Леон Мба (1902—1967) фр. Gabriel Léon M'ba | 17 августа 1960 | премьер-министр фр. Premiers ministres (автономная республика)               | Габонский демократический блок | 1957                                                            |                                                                                        | [ 7 ] [ 8 ] |
| 1 (I—V) | 17 августа 1960 | Габриэль Леон Мба (1902—1967) фр. Gabriel Léon M'ba | 21 февраля 1961 | 1961                                                                         | Габонский демократический блок | премьер-министр фр. Premiers ministres (независимая республика) |                                                                                        | [ 7 ] [ 8 ] |

## Второй период (1975—2025)
Повторно пост премьер-министра Габонской Республики (фр. Premier ministre de la République gabonaise) был создан 16 апреля 1975 года, однако до 1981 года конституционным главой правительства оставался президент республики.
30 августа 2023 года группа офицеров армии Габона в эфире телеканала Gabon 24 заявила, что приняли на себя полноту государственной власти; причиной переворота послужило несогласие военных с итогом президентских выборов, в результате которых на третий срок был переизбран Али Бонго Ондимба. Военными был создан Комитет по переходу и восстановлению институтов (фр. Comité pour la transition et la restauration des institutions), полномочия президента прекращены, правительство во главе с Били-Би-Нзе распущено. После приведения 4 сентября к присяге в качестве президента переходного периода генерала армии Бриса Олиги Нгему он назначил 7 сентября премьер-министром Раймона Ндонга Симу.
Промульгированная 19 декабря 2024 года, принятая на состоявшемся 16 ноября референдуме новая конституция страны, установила, что президент Габонской Республики возглавляет также правительство страны. После принесения избранным президентом Брисом Олиги Нгемой присяги пост премьер-министра 4 мая 2025 года был упразднён.
|                                              | Портрет         | Имя (годы жизни)                                                             | Полномочия       | Полномочия       | Партия                           | Выборы        | Пр.           |
| Начало                                       | Портрет         | Имя (годы жизни)                                                             | Окончание        |                  | Партия                           | Выборы        | Пр.           |
| -------------------------------------------- | --------------- | ---------------------------------------------------------------------------- | ---------------- | ---------------- | -------------------------------- | ------------- | ------------- |
| 2                                            |                 | Леон Мебиам Мба (1934—2015) фр. Léon Mébiame Mba                             | 16 апреля 1975   | 3 мая 1990       | Габонская демократическая партия | 1973          | [ 17 ] [ 18 ] |
| 2                                            | 1980            | Леон Мебиам Мба (1934—2015) фр. Léon Mébiame Mba                             | 16 апреля 1975   | 3 мая 1990       | Габонская демократическая партия |               | [ 17 ] [ 18 ] |
| 2                                            | 1985            | Леон Мебиам Мба (1934—2015) фр. Léon Mébiame Mba                             | 16 апреля 1975   | 3 мая 1990       | Габонская демократическая партия |               | [ 17 ] [ 18 ] |
| 3                                            |                 | Казимир Мари Анж Ойе-Мба (1942—2021) фр. Casimir Marie Ange Oyé-Mba          | 3 мая 1990       | 2 ноября 1994    | Независимый                      | 1990          | [ 19 ] [ 20 ] |
| 4                                            |                 | Полен Обам-Нгема (1934—2023) фр. Paulin Obame-Nguema                         | 2 ноября 1994    | 23 января 1999   | Габонская демократическая партия | 1990          | [ 21 ] [ 22 ] |
| 4                                            | 1996            | Полен Обам-Нгема (1934—2023) фр. Paulin Obame-Nguema                         | 2 ноября 1994    | 23 января 1999   | Габонская демократическая партия |               | [ 21 ] [ 22 ] |
| 5                                            |                 | Жан-Франсуа Нтутум Эман (1939—) фр. Jean-François Ntoutoume Emane            | 23 января 1999   | 20 января 2006   | Габонская демократическая партия | [ 23 ] [ 24 ] |               |
| 5                                            | 2001            | Жан-Франсуа Нтутум Эман (1939—) фр. Jean-François Ntoutoume Emane            | 23 января 1999   | 20 января 2006   | Габонская демократическая партия | [ 23 ] [ 24 ] |               |
| 6                                            |                 | Жан Эйег Ндонг (1946—) фр. Jean Eyeghé Ndong                                 | 20 января 2006   | 17 июля 2009     | Габонская демократическая партия | [ 25 ] [ 26 ] |               |
| 6                                            | 2006            | Жан Эйег Ндонг (1946—) фр. Jean Eyeghé Ndong                                 | 20 января 2006   | 17 июля 2009     | Габонская демократическая партия | [ 25 ] [ 26 ] |               |
| 7 (I—II)                                     |                 | Поль Бийоге Мба (1953—) фр. Paul Biyoghé Mba                                 | 17 июля 2009     | 17 октября 2009  | Габонская демократическая партия | [ 27 ] [ 28 ] |               |
| 7 (I—II)                                     | 17 октября 2009 | Поль Бийоге Мба (1953—) фр. Paul Biyoghé Mba                                 | 27 февраля 2012  | [ комм. 2 ]      | Габонская демократическая партия | [ 29 ]        |               |
| 8 (I)                                        |                 | Раймон Ндонг Сима (1955—) фр. Raymond Ndong Sima                             | 27 февраля 2012  | 24 января 2014   | Габонская демократическая партия | 2011          | [ 30 ] [ 31 ] |
| 9                                            |                 | Даниэль Она Ондо (1945—) фр. Daniel Ona Ondo                                 | 24 января 2014   | 29 сентября 2016 | Габонская демократическая партия | 2011          | [ 32 ] [ 33 ] |
| 10                                           |                 | Франк Эммануэль Иссозе-Нгонде (1961—2020) фр. Franck Emmanuel Issoze-Ngondet | 29 сентября 2016 | 15 января 2019   | Габонская демократическая партия | 2011          | [ 34 ] [ 35 ] |
| 11                                           |                 | Жульен Нкоге Бекале (1958—) фр. Julien Nkoghe Bekale                         | 15 января 2019   | 22 июля 2020     | Габонская демократическая партия | 2018          | [ 36 ] [ 37 ] |
| 12                                           |                 | Роз Кристьян Осука Рапонда (1964—) фр. Rose Christiane Ossouka Raponda       | 22 июля 2020     | 10 января 2023   | Габонская демократическая партия | 2018          | [ 38 ] [ 39 ] |
| 13                                           |                 | Ален-Клод Били-Би-Нзе (1967—) фр. Alain-Claude Bilie-By-Nze                  | 10 января 2023   | 30 августа 2023  | Габонская демократическая партия | 2018          | [ 40 ] [ 41 ] |
| Пост вакантен (30 августа — 7 сентября 2023) |                 |                                                                              |                  |                  |                                  |               |               |
| 8 (II)                                       |                 | Раймон Ндонг Сима (1955—) фр. Raymond Ndong Sima                             | 7 сентября 2023  | 4 мая 2025       | Независимый                      | [ комм. 5 ]   | [ 30 ] [ 42 ] |